# Longchamps (Normandia)
Longchamps – miejscowość i gmina we Francji, w regionie Normandia, w departamencie Eure.

Populacja miejscowości od 1962 do 2008 roku

Według danych na rok 1990 gminę zamieszkiwały 432 osoby, a gęstość zaludnienia wynosiła 28 osób/km² (wśród 1421 gmin Górnej Normandii Longchamps plasuje się na 506 miejscu pod względem liczby ludności, natomiast pod względem powierzchni na miejscu 126).